# مجلة سبيشل
مجلة سبيشل  (マガジン) (حرفياً؛ مجلة خاصة) هي مجلة يابانية مانغا شونين نشرتها مجلة كودانشا وأطلقت للمرة الأولى مع غلاف تاريخ 5 سبتمبر 1983. شعبيتها الديموغرافية تتجه نحو الشباب والفتيان في سن المراهقة، ومحتوياتها تميل إلى أن تكون في الغالب قصص الرياضية في المدرسة الثانوية، رومانسية وكوميدية. العديد من السلاسل الشعبية في مجلة سبيشل نقلت من منشورات أخرى من كودانشا مثل مجلة شونن الأسبوعية بعد التأسيس الأول. تصدر شهريًا في اليوم الـ20 بحجم B5 وتباع فرديًا بـ540 ين. الانتاجات بحوالي 600 صفحة مطبوعة بالأبيض والأسود على ورق الصحف، مع بضع صفحات مغايرة في اللون. بين 20 و30 قصة تظهر في كل الأعداد تقريبا أقساط المسلسلات المستمرة والقديمة من قبل المانغاكا مختلفون.
في  أغسطس 2016 أعلن أن المجلة سوف تتوقف عن النشر في فبراير 2017 

## نظرة عامة ل«مجلة سبيشل»
| العنوان                                | الكاتب / الفنان                                   | التاريخ                  |
| -------------------------------------- | ------------------------------------------------- | ------------------------ |
| ميامي البنادق                          | تيكياكي موموزي                                    | 1997-1999                |
| مازنجر Z                               | تذهب ناغاي                                        | 1998-2000                |
| Kagetora                               | أكيرا سيغامي                                      | 2002-2006                |
| Gacha Gacha                            | هيرويوكي تاماكوشي                                 | 2002-2008                |
| الباستيل                               | توشيهيكو كوباياشي                                 | 2003-2017                |
| رائعة المحقق متاهة                     | ميتو مانجو (قصة)، سيجي واكاياما (الفن)            | أغسطس 2006 – أغسطس 2008  |
| Sumire 16 ساي!!                        | تاكيرو نغايوشي                                    | 2006-2008                |
| النفسي منتهكي                          | تاداشي أغي                                        | 2006-2008                |
| Negima!? neo                           | تاكويا فوجيما                                     | يناير 2008 – ديسمبر 2009 |
| مدرسة الدمدمة Z                        | جين كوباياشي                                      | أغسطس 2008 – مايو 2009   |
| الأولاد... الموسم المقبل               | ماساهيرو إيتاباشي (قصة)، هيرويوكي تاماكوشي (الفن) | نوفمبر 2009 – مارس 2012  |
| ماجد وقائع العالم: Nirai كاناي-الدجاجة | المشبك                                            | أغسطس 2014 – مارس 2016   |